# Sociedad Deportiva Tenisca
La Sociedad Deportiva Tenisca è una società calcistica spagnola con sede a Santa Cruz de la Palma nella comunità autonoma delle Isole Canarie.

## Storia
La squadra fu fondata nel 1922, attualmente disputa la Tercera División, categoria che ha disputato trenta volte.

## Stagioni
| Stagione  | Divisione             | Posizione | Coppa del Re |
| --------- | --------------------- | --------- | ------------ |
| dal 22-23 | Categorias Regionales | —         |              |
| al 78-79  | Categorias Regionales | —         |              |
| 1979/80   | 3ª                    | 16ª       |              |
| 1980/81   | 3ª                    | 7ª        |              |
| 1981/82   | 3ª                    | 4ª        |              |
| 1982/83   | 3ª                    | 6ª        |              |
| 1983/84   | 3ª                    | 9ª        |              |
| 1984/85   | 3ª                    | 10ª       |              |
| 1985/86   | 3ª                    | 4ª        |              |
| 1986/87   | 3ª                    | 6ª        |              |
| 1987/88   | 3ª                    | 3ª        |              |
| 1988/89   | 3ª                    | 3ª        |              |
| 1989/90   | 3ª                    | 13ª       |              |
| 1990/91   | 3ª                    | 11ª       |              |
| 1991/92   | 3ª                    | 9ª        |              |
| 1992/93   | 3ª                    | 8ª        |              |
| 1993/94   | 3ª                    | 4ª        |              |

| Stagione | Divisione | Posizione | Coppa del Re |  |
| -------- | --------- | --------- | ------------ |  |
| 1994/95  | 3ª        | 10ª       |              |  |
| 1995/96  | 3ª        | 7ª        |              |  |
| 1996/97  | 3ª        | 1ª        |              |  |
| 1997/98  | 3ª        | 14ª       |              |  |
| 1998/99  | 3ª        | 10ª       |              |  |
| 1999/00  | 3ª        | 13ª       |              |  |
| 2000/01  | 3ª        | 2ª        |              |  |
| 2001/02  | 3ª        | 15ª       |              |  |
| 2002/03  | 3ª        | 16ª       |              |  |
| 2003/04  | 3ª        | 4ª        |              |  |
| 2004/05  | 3ª        | 1ª        |              |  |
| 2005/06  | 3ª        | 12ª       |              |  |
| 2006/07  | 3ª        | 15ª       |              |  |
| 2007/08  | 3ª        | 6ª        |              |  |
| 2008/09  | 3ª        | 2ª        |              |  |
| 2009/10  | 3ª        | 10ª       |              |  |
| 2010/11  | 3ª        | 9ª        |              |  |

- 30 stagioni in Tercera División

## Rivalità
La più grande rivalità del Tenisca è quella con il CD Mensajero. Entrambi i club nacquero nel 1922 e nel corso degli anni hanno giocato contro molte volte. I due club si sono incontrati 28 volte dalla riorganizzazione della Tercera Division del 1977. Le due squadre vantano 6 vittorie a testa più 16 pareggi. Il Tenisca ha segnato 21 gol contro i 19 del Mensajero.

## Stadio
Il Tenisca gioca le sue partite casalinghe all'Estadio Virgen de las Nieves. Lo stadio, che ha una capacità di 5500 persone, si trova 2 miglia a nord di Santa Cruz de la Palma.